# Dsambolat Anatoljewitsch Zallagow
Dsambolat Anatoljewitsch Zallagow (russisch Дзамболат Анатольевич Цаллагов; * 1. Januar 2000 in Wladikawkas) ist ein russischer Fußballspieler.

## Karriere
Zallagow begann seine Karriere bei Junost Wladikawkas. Zur Saison 2015/16 wechselte er zum FK Krasnodar. Im Januar 2016 schloss er sich Zenit St. Petersburg an. Zur Saison 2016/17 kam er in die Jugend von Lokomotive Moskau. Zur Saison 2019/20 rückte er in den Kader des drittklassigen Farmteams Lokomotive-Kasanka Moskau. Für Kasanka kam er bis zum COVID-bedingten Saisonabbruch zu neun Einsätzen in der Perwenstwo PFL. Nach Saisonende verließ er Lokomotive.
Nach einem halben Jahr ohne Klub wechselte Zallagow im März 2021 nach Litauen zum DFK Dainava. Für Dainava kam er in der Saison 2021 zu 28 Einsätzen in der A lyga, aus der er mit dem Klub zu Saisonende aber abstieg. Im Anschluss kehrte der Flügelstürmer im Februar 2022 leihweise nach Russland zurück und schloss sich dem Zweitligisten FK SKA-Chabarowsk an. In Chabarowsk kam er bis zum Ende der Leihe zu zwölf Einsätzen in der Perwenstwo FNL.
Im Juli 2022 kehrte Zallagow nicht mehr nach Litauen zurück, sondern wechselte fest zum russischen Erstligisten Torpedo Moskau. Dort gab er im selben Monat gegen den FK Dynamo Moskau sein Debüt in der Premjer-Liga. Nach nur zwei Einsätzen im Oberhaus wurde sein Vertrag im September 2022 aber wieder aufgelöst. Kurz darauf wechselte er zum Zweitligisten FK Kuban Krasnodar.